# Tractat de Frankfurt
|  | Per a altres significats, vegeu «Tractat de Versalles (desambiguació)». |

El Tractat de Frankfurt, signat el 10 de maig de 1871, és el tractat de pau entre França i Prússia que, oficialment, posà fi a la guerra francoprussiana.
Amb la caiguda del Segon Imperi Napoleònic, arran de la derrota a la batalla de Sedan durant la Guerra francoprussiana, Otto von Bismarck no va reconèixer al Govern de Defensa Nacional i arrel de les eleccions legislatives franceses de 1871, Thiers esdevingué "cap del poder executiu de la República Francesa", és a dir, cap d'Estat i de Govern, amb Jules Dufaure com a vicepresident del Consell. Negocia des del 26 de febrer de 1871 el tractat de pau amb von Bismarck conjuntament amb Jules Favre.
Bismarck proposà unes condicions que implicaven la cessió a Alemanya de l'Alsàcia i part de Lorena, i el pagament d'una indemnització, reparació de guerra de sis mil milions de francs a pagar en cinc anys. Les negociacions permeteren a Thiers de reduir la indemnització a cinc mil milions i conservar el Territori de Belfort, a canvi de permetre l'entrada de l'exèrcit prussià a París, l'1 de març, dia en què l'Assemblea Nacional ratificava els principis de la pau.
Una clàusula del tractat permeté als habitants d'Alsàcia i Lorena conservar la nacionalitat francesa si abandonaven la regió abans de l'1 d'octubre de 1872. De l'1.628.000 habitants que tenien ambdues regions en aquella època, 100.000 s'hi van acollir.
El resultat de la guerra suposà una forta humiliació pels francesos, que es compta entre una de les moltes causes de la Primera Guerra Mundial.